# La Maison sur la plage
Pour plus de détails, voir Fiche technique et Distribution.
La Maison sur la plage (titre original : Female on the Beach) est un film américain réalisé par Joseph Pevney, sorti en 1955.

## Fiche technique
- Titre : La Maison sur la plage
- Titre original : Female on the Beach
- Réalisation : Joseph Pevney
- Scénario : Robert Hill et Richard Alan Simmons d'après la pièce The Besieged Heart de Robert Hill
- Production : Albert Zugsmith
- Société de production : Universal Pictures
- Photographie : Charles Lang
- Montage : Russell F. Schoengarth
- Musique : Heinz Roemheld et Herman Stein (non crédités)
- Direction artistique : Robert Clatworthy et Alexander Golitzen
- Costumes : Sheila O'Brien
- Pays d'origine : États-Unis
- Format : Noir et blanc - 35 mm - 1,33:1 - Son : Mono (Western Electric Recording)
- Genre : Thriller
- Durée : 97 minutes
- Date de sortie :
  - États-Unis : 19 août 1955 (New York)
- Affiche : Constantin Belinsky (France)

## Distribution
- Joan Crawford : Lynn Markham
- Jeff Chandler (VF : René Arrieu) : Drummond Hall
- Jan Sterling (VF : Joëlle Janin) : Amy Rawlinson
- Cecil Kellaway (VF : Jean Berton) : Osbert Sorenson
- Judith Evelyn : Eloise Crandall
- Charles Drake (VF : Jacques Berthier) : Lieutenant Galley
- Natalie Schafer : Queenie Sorenson
- Stuart Randall (VF : Raymond Loyer) : Frankovitch
- Marjorie Bennett : Mme Murchison